# Michael Nunn (regista)
Michael Nunn (Londra, 1967) è un ex ballerino, regista, produttore televisivo e coreografo britannico.

## Biografia
Nato e cresciuto a Londra, Michael Nunn ha studiato danza alla Royal Ballet School e nel 1987 è stato scritturato dal Royal Ballet, di cui è diventato primo solista nel 1997. Nei suoi quattordici anni con la compagnia ha danzato ruoli di alto profilo, tra cui il Principe nella Cenerentola di Frederick Ashton, Florimund ne La bella addormentata di Marius Petipa, Rodolfo nel Mayerling e Des Grieux nella Manon di Kenneth MacMillan.
Nel 2001 ha lasciato il Covent Garden insieme al collega William Trevitt per fondare la compagnia di danza moderna BalletBoyz. Insieme a Trevitt ha cominciato a lavorare in televisione, producendo e dirigendo diversi documentari. Nel 2008 i due hanno vinto l'International Emmy Award per il documentario Strictly Bolshoi. Nel 2013 è stato tra i presentatori dell'Eurovision Young Dancers a Danzica. Nel 2019 ha diretto con Trevitt Romeo and Juliet: Beyond Words, un adattamento in novanta minuti del Romeo e Giulietta di MacMillan.

## Filmografia parziale

### Regista
- Romeo and Juliet: Beyond Words – film TV (2019)

## Riconoscimenti
- International Emmy Award
  - 2008 – Miglior documentario sulle arti per Strictly Bolshoi
  - 2021 – Candidatura per il miglior programma artistico per Romeo and Juliet: Beyond Words